# ベール空間 (集合論)
集合論におけるベール空間（ベールくうかん、英: Baire space）は、各項が自然数に値をとる無限列すべてからなる集合に適当な位相を入れたものである。この空間は、その元を以て「実数」と称される程、記述集合論でよく用いられる。ベール空間を表す記号としては B, NN や ωω がよく用いられる。Moschovakis (1980) は {\displaystyle {\mathcal {N}}} と書いている。
ベール空間は自然数全体の成す集合 ω の可算無限個のコピーのデカルト積に積位相を入れたもの（ただし ω の各コピーには離散位相が入る）として定義することができる。ベール空間は、自然数からなる全ての有限列の成す木として表されることが多い。
ベール空間はカントル空間（全ての二進無限列からなる集合）と対比される。  

## 位相と木構造
ベール空間の定義に用いる積位相は、木を用いてより具体的に記述することができる。この積位相の定義を基本開集合系を用いて特徴付けると：
自然数に値をとる有限な長さの座標系 {ci : i  < n } を固定し、各 ci が特定の自然数値 vi をとるものとすると、各 i < n において ci-成分の値が vi であるような無限自然数列全体の成す集合は基本開集合であり、任意の開集合はこのような基本開集合たちの和集合に表される。
同じ位相を定める別の開基をとることで、開集合のもう一つの特徴付けとして以下が得られる：
自然数列 {wi : i < n} を一つ決めるごとに、各 i < n において第 i-項の値が wi となるような無限列全体の成す集合は基本開集合であり、任意の開集合はこのような基本開集合たちの和に表される。
即ち、ベール空間の基本開集合は無限自然数列の有限始片 τ から決まり、かつ無限列全体の成す集合は基本開集合を成す τ を延長して得られる。これにより、一方が他方の延長になっているという関係で順序づけられた有限自然数列全体の成す木構造 ω<ω を奔る経路 (path) 全体の成す集合としての、ベール空間の表現が得られる。このとき、開集合はこの木構造の（有限個とは限らない）結点 (node) の和から決定される。つまり、ベール空間の点がこの開集合に属するための必要十分条件が、その点を表す経路が与えられた結点のうちの少なくとも一つを通ることと述べられる。 
この木を奔る経路の集合としてのベール空間の表現からは、閉集合の特徴付けも得られる。ベール空間の任意の閉集合 C に対して、ω<ω の部分木 T で勝手な点 x が C に属することと、点 x を表す経路が T を通ることとが同値になるようなものが存在する。逆に、ω<ω の任意の部分木に対して、それを通る経路全体の成す集合はベール空間の閉集合である。

## 性質
ベール空間は以下の性質を持つ。
1. ベール空間は完全 (perfect) なポーランド空間（つまり、第二可算公理を満たす・孤立点を持たない・完備距離化可能空間）である。このことから、ベール空間は実数直線と同じ濃度を持ち、位相空間論でいうところのベール空間を成す。
2. ベール空間は0次元かつ完全不連結である。
3. ベール空間は局所コンパクトでない。
4. 任意の空でないポーランド空間に対して、その上に連続的に写すことができるという意味で、ベール空間は普遍的なポーランド空間である。
5. ベール空間は、自分自身の有限または可算個のコピーの積と同相である。

## 実数直線との関係
ベール空間は、無理数全体の成す集合に実数直線からの相対位相を入れたものと同相である。ベール空間と無理数全体との間の同相写像は連分数を用いて構成できる。  
記述集合論の観点からは、実数直線が連結であるという事実は技術的な困難を引き起こす。それが故にベール空間を研究することのほうが普通である。任意のポーランド空間はベール空間の連続像であるから、任意のポーランド空間についての主張を示すのに、その性質がベール空間において成り立ちかつ連続写像で保たれることを示すという方法をとることも多い。
またそういった事実とは無関係に、ベール空間 B を一様空間と見て、わずかながら実解析的に意味のある内容が得られる。ベール空間 B と無理数全体 Ir の持つ一様構造は、（これらが互いに同相であるにもかかわらず）図らずも一致しない。実際、B はその自然な距離に関して完備だが、対する Ir はそうではない。